# Agrodiaetus altaica
Agrodiaetus altaica är en fjärilsart som beskrevs av Henry John Elwes 1899. Agrodiaetus altaica ingår i släktet Agrodiaetus och familjen juvelvingar. Inga underarter finns listade i Catalogue of Life.